# Starz (Canada)
Starz (anciennement The Movie Network Encore) est une chaîne de télévision payante canadienne de langue anglaise lancée le 1er octobre 1994 et appartenant à Bell Media. Elle diffuse une variété de films des années 1920 jusqu'aux années 2000 et des séries télévisées de Starz, sans pause publicitaire.
Avant la fermeture de Encore Avenue en mars 2016, elle était distribuée dans l'est du Canada à partir de la frontière entre l'Ontario et le Manitoba chez la presque totalité des distributeurs par satellite et par câble.
C'est la déclinaison canadienne de la chaîne payante américaine Starz.
Crave et Starz sont souvent dans le même ensemble fourni par les distributeurs.

## Chaînes
Starz est composée de 2 chaînes:
- Starz (HD) : La chaîne principale, anciennement Mpix et TMN Encore.
- Starz 2 (HD) : Originellement la programmation de Mpix décalée de 2 heures sous le nom de MoviePix Too, elle est devenue MorePix, puis TMN Encore 2 en offrant une programmation alternative à la chaîne principale.

Lors de son lancement, Mpix HD était un mélange des films disponibles en haute définition diffusés sur Mpix ou MorePix. Sa programmation est par la suite devenue identique à la chaîne principale.

## Histoire
Après avoir obtenu une licence auprès du CRTC en juin 1994 pour le service de télévision payante The Classic Channel, la chaîne a été lancée le 1er octobre 1994 sous le nom de TMN Moviepix, puis simplement Moviepix en 1996, et est devenue Mpix en 2003.
Le 20 août 2012, Astral annonce que Mpix et MorePix deviendront respectivement The Movie Network Encore et The Movie Network Encore 2 effectif le 18 septembre 2012, et seront lancés en haute définition.
Le 16 mars 2012, Bell Canada (BCE) annonce son intention de faire l'acquisition d'Astral Média, y compris The Movie Network Encore, pour 3,38 milliards de dollars. La transaction a été refusée par le CRTC. Bell Canada a alors déposé une nouvelle demande le 4 mars 2013, qui a été approuvée le 27 juin 2013.
Le 1er mars 2016, elle remplace Encore Avenue, son équivalent dans l'ouest canadien, exploité par Corus Entertainment.
Bell Canada signe un accord avec Lionsgate en 2018, la chaîne deviendra Starz, le 1er mars 2019.

## Logos

Logo de Moviepix de 1996 à 2001
Logo de Moviepix de 2001 à 2003
Logo de Mpix de 2003 au 18 septembre 2012
Logo de The Movie Network Encore du 18 septembre 2012 au 1er mars 2019
Logo de Starz du 1er mars 2019 au 29 septembre 2022
Logo de Starz depuis le 29 septembre 2022